# Родителей не выбирают
«Родителей не выбирают» — советский фильм 1982 года режиссёра Виктора Соколова по сценарию Вадима Трунина.

## Сюжет
Николай воспитывался у бабушки в деревне. Мать, которая жила в городе, много раз обещала забрать его с собой, но всегда обманывала. Его первая любовь Маша даже не обещала его ждать из армии и уехала с его лучшим другом на Север. Отслужив срочную, и получив весть о смерти бабушки, Николай решил не возвращаться в деревню, и тоже уехал на Север работать на буровой вышке. Но он узнаёт, что мать отдала свою дочь — его сестру, в детский дом. Николай забирает сестрёнку и с ней возвращается в деревню. Одновременно после трагической гибели мужа в деревню возвращается и Маша с сыном.

## В ролях
- Андрей Смоляков — Николай Бурлаков
  - Владик Градов — Колька Бурлаков
- Пётр Юрченков — Алексей
  - Андрей Федоров — Лёшка
- Марина Шиманская — Маша
  - Ира Колесникова — Маша, в детстве
- Диана Градова — Алиса
- Елена Майорова — Наталья, мама Коли
- Юрий Кузьменков — Владимир, отец Лёши
- Елена Драпеко — Катя
- Зинаида Адамович — бабушка
- Анатолий Рудаков — Мартынюк
- Николай Скоробогатов — подполковник

## Фестивали и награды
- 1983 — XVI Всесоюзный кинофестиваль — Диплом жюри